# Irakli Kobalia
Irakli Kobalia (13 maart 1992) is een Georgisch voetballer die bij voorkeur als aanvaller speelt. Hij verruilde in januari 2015 FC Khobi voor FK Zoegdidi. 
Kobalia tekende in 2011 zijn eerste professionele contract, bij FK Zoegdidi. Na afloop van zijn eerste seizoen werd hij voor een half jaar verhuurd aan Olimpi Roestavi. Hier kreeg hij de mogelijkheid om vijf wedstrijden te spelen in de UEFA Europa League. Hij scoorde hierin tweemaal.